# Antonio Andrisani
Antonio Andrisani (Matera, 28 giugno 1966) è un attore, sceneggiatore e regista italiano.

## Biografia
Dopo gli studi classici effettuati a Matera si diploma come graphic designer a Roma. Nel corso degli anni ottanta ha un'esperienza televisiva in due programmi satirici con l'emittente televisiva TRM di Matera. A partire dai primi anni duemila comincia un percorso di scrittura di soggetti e sceneggiature cinematografiche. È direttore artistico di Action, concorso di cortometraggi sui temi del lavoro della CGIL di Matera.

### Carriera
Dopo aver scritto diversi cortometraggi e mediometraggi, nel 2007 interpreta un ruolo nel film Il rabdomante diretto da Fabrizio Cattani. Nel 2008 è autore e interprete del film Lo stallo diretto da Silvia Ferreri. Sempre nel 2008 scrive ed interpreta Arrivano i mostri, lungometraggio ad episodi.
Nel 2009 scrive e interpreta il film Natale con chi vuoi, costituito da sei episodi; il film è diretto da Vito Cea.
Nel 2012 il cortometraggio Stand by Me, da lui scritto e interpretato, vince il Nastro d'argento.
Nel 2013 è protagonista del primo lungometraggio del regista Giuseppe Marco Albano intitolato Una domenica notte.
Nel 2014 Sassiwood, cortometraggio da lui scritto e diretto e interpretato da Sergio Rubini, vince il Globo d'oro.
Nel settembre 2014 pubblica il suo primo album solista dal titolo Andrisanissima.
Nel 2015 pubblica il suo primo libro dal titolo Tutto finisce in un libro. Nel 2016 scrive, dirige e interpreta il lungometraggio Il vangelo secondo Mattei.

## Filmografia

### Attore
- Il cappellino, cortometraggio, regia di Giuseppe Marco Albano (2009)
- Basilicata coast to coast, regia di Rocco Papaleo (2010)
- Xie Zi, cortometraggio, regia di Giuseppe Marco Albano (2010)
- Stand by Me, cortometraggio, regia di Giuseppe Marco Albano (2011)
- Una domenica notte, regia di Giuseppe Marco Albano (2013)
- Sassiwood, cortometraggio, regia di Antonio Andrisani e Vito Cea (2013)
- Friday, cortometraggio, regia di Tonino Zangardi (2015)
- Tutti gli uomini hanno un prezzo, cortometraggio, regia di Andrea Filardi (2015)
- La riva, cortometraggio, regia di Nicola Ragone (2015)
- Il vangelo secondo Mattei, regia di Antonio Andrisani e Pascal Zullino (2016)
- Un voto all'italiana, cortometraggio, regia di Paolo Sassanelli (2017)
- Sorelle, regia di Cinzia TH Torrini (2018)
- Il grande spirito, regia di Sergio Rubini (2019)
- Sassiwood, regia di Antonio Andrisani e Vito Cea (2020)
- Marinai di foresta, cortometraggio, regia di Stefano Tammaro (2021)
- La luce nella masseria,  regia di Riccardo Donna e Tiziana Aristarco (2024)

### Regista
- Sassiwood, cortometraggio (2013)
- Il vangelo secondo Mattei (2016)
- Stardust, cortometraggio (2020)
- Sassiwood, co-regia con Vito Cea (2020)
- L'amore ti salva sempre, co-regia con Vito Cea (2022)